# .gp
.gpは国別コードトップレベルドメイン（ccTLD）の一つで、フランス領のグアドループに割り当てられている。現在でも、サン・マルタン島及びサン・バルテルミー島で使用されている。
登録料は、グアドループの居住者が年間30€であるのに対して、それ以外は年間60€ である。
登録は第二レベルに行われるか、.com.gp、.net.gp、.mobi.gpv、.edu.gp、.asso.gp、.org.gpの下の第三レベルに行われる。2桁の数字での登録も認められる。